# 미군

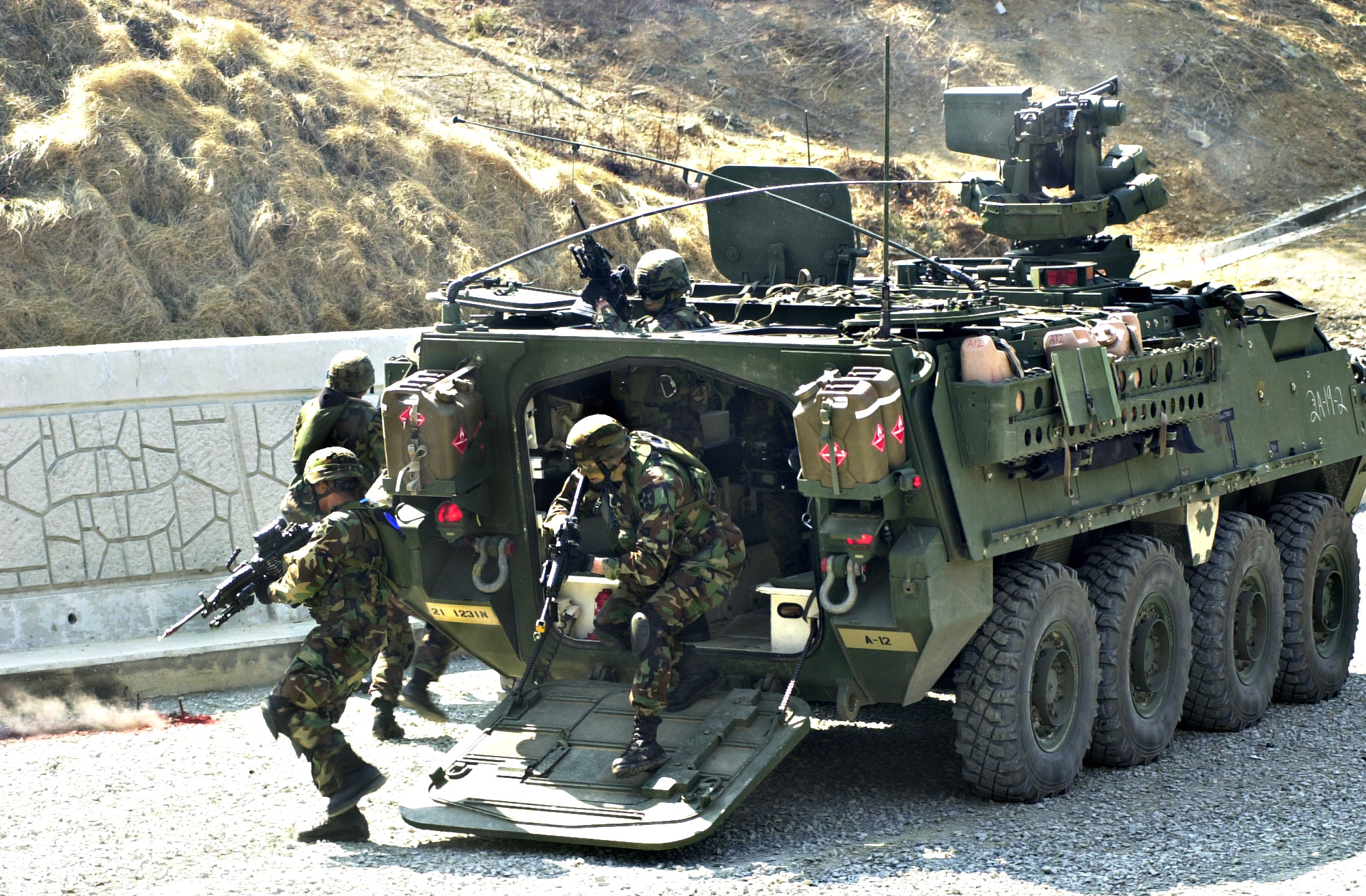
주한 미군의 기계화 보병.

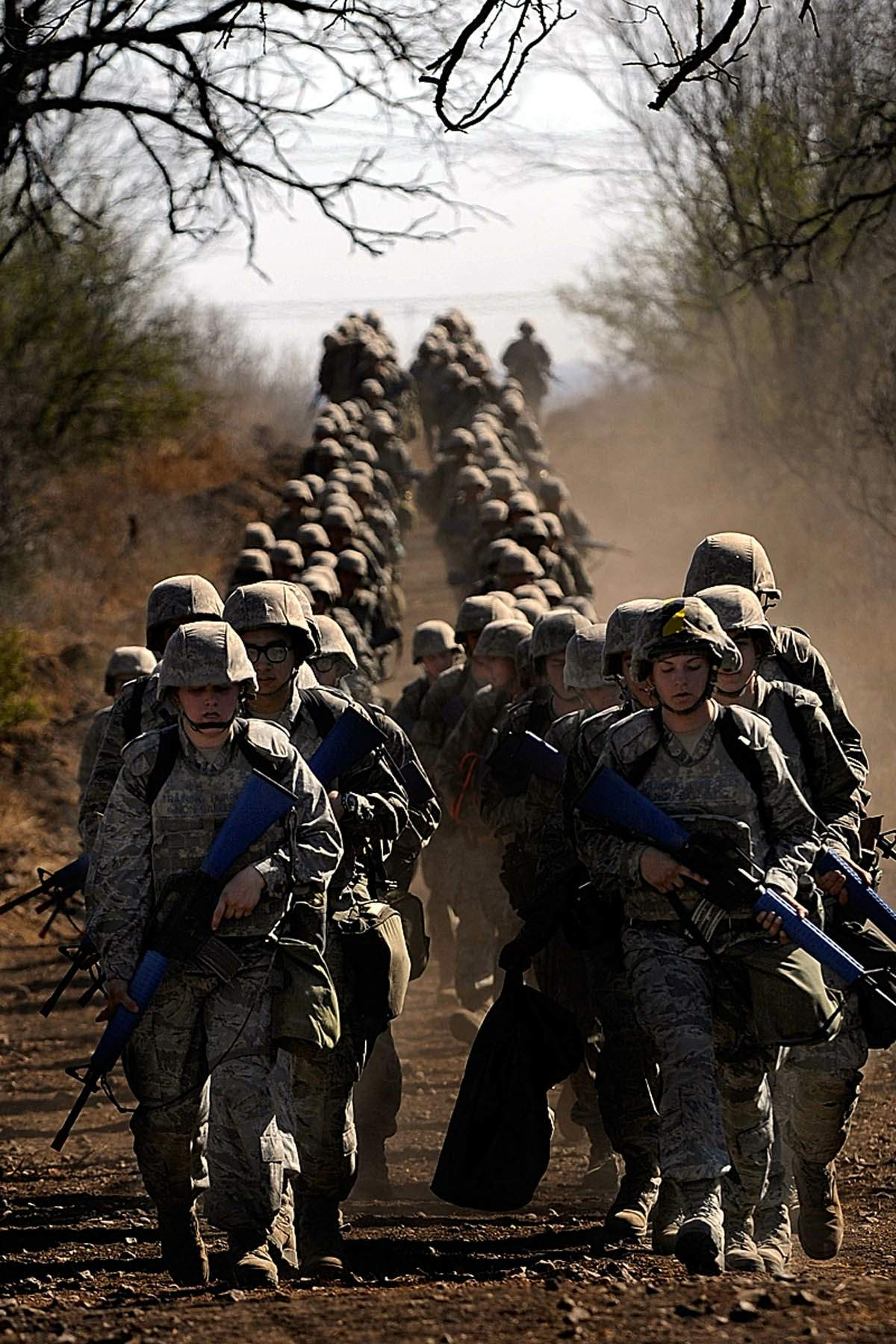
공군의 기초군사훈련 모습.

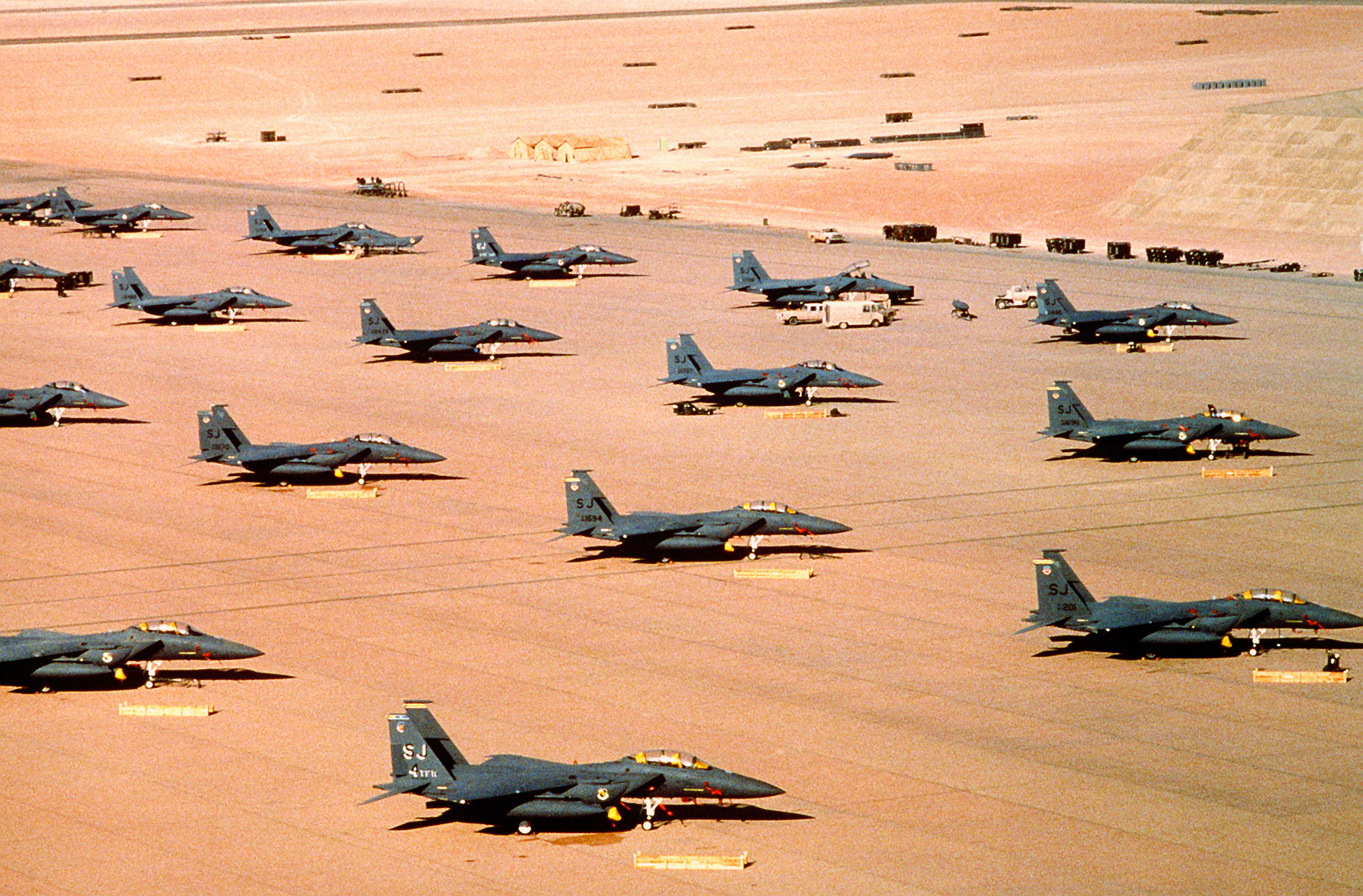
1991년 사막의 폭풍 작전에 참가한 미군 F-15E.

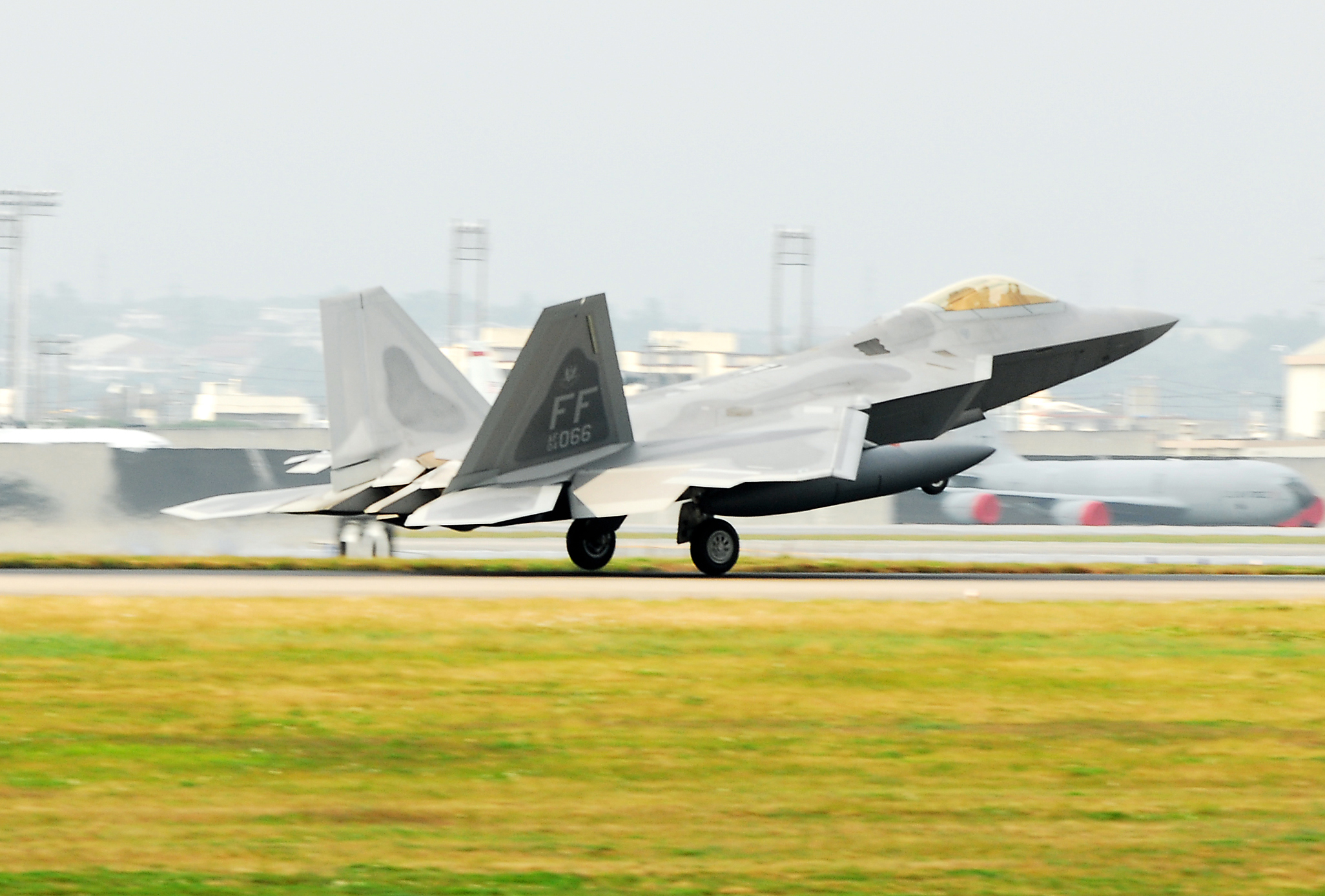
일본에 배치된 F-22.

미합중국군(한국 한자: 美合衆國軍, 영어: United States Armed Forces) 또는 줄여서 미군(한국 한자: 美軍)은 미국의 군대이다. 미군의 통수권자이자 총사령관은 미국 대통령이며, 대통령을 보좌하는 합동참모본부가 있다.
2011년, 미국은 15조 달러에 달하는 국가 부채로 인하여 2011년부터 2021년까지 10년간 약 100억 달러씩 국방 예산을 감축해야 하는 상황에 처하게 되었다. 이에 따라 미군의 규모 역시 점차 감축될 예정이며, 기존에 예정되어 있던 장비의 개발 및 도입 계획을 축소 또는 취소하고 운용중인 장비를 도태시키고 있다.
하지만 아직까지 미군은 육군, 해군, 공군, 해병대 모두 인류 역사상 유례없는 최강의 전력을 보유하고 있다. 특히 해군과 공군은 전세계를 작전반경으로 하므로 유사시 전 세계에서 유일하게 24시간 이내에 지구상 어느 지역이든 타격이 가능한 능력을 보유하고 있으며 도널드 트럼프 행정부 이후 다시 군사력을 증강시키고 있다.

## 조직
현재 미군은 다음과 같은 요소로 구성되어 있다.
- 미국 국방부(DoD, Department of Defense)
- 미국 육군(USA, U.S. Army)
- 미국 해군(USN U.S. Navy)
- 미국 공군 (USAF, U.S. Air Force)
- 미국 해병대 (USMC. U.S. Marine Corps)
- 미국 우주군 (USSF. U.S. Space Force)
- 미국 해안경비대(USCG, U.S. Coast Guard): 평시(平時)에는 미국 국토안보부 소속이며 전시(戰時)에는 해군의 지휘를 받게 된다.
- 미국 국민위병국(USNG, U.S. National Guard): 각 주별로 편성된 시간제 군복무를 하는 장병들로 편성된 부대다. 현역이 아닌, 시간제로 근무하는 예비군이다. 전시에는 현역 사단의 부족한 병력을 부대 단위로 보충하게 된다. 단, 그럴 경우에는 상당한 기간 별도의 훈련을 받아야 하며, 각 미국 국민위병 사단은 전투 준비 테세에 관한 등급을 평가받는다. 이 등급은 군사 기밀로 분류된다.

## 계급 체계
미군은 확고한 문민통제를 기반으로 한 군대이기 때문에 대통령 직속으로 국방장관 휘하 각 군 장관을 두고 있으며 합참의장은 국방장관의 직속부하이자 제복군인 최선임자이며 각 군 참모총장은 각 군 장관의 직속부하이다. 또한 각 군 장관의 의전 서열은 명예역 원수로서 대우하며 각 군 장관이 해당 군의 지휘 권한을 갖는다. 다만 주방위군은 육군장관이 지휘하며, 해병대와 해군의 경우 해군장관이 지휘한다. 그리고 해안경비대의 경우 평시 군 통수권이 국토안보부 장관에게 부여되며, 전시에만 해군장관에게 군 통수권이 부여된다.
미군은 다음과 같은 단어로 계급 호칭을 만든다.
- 등급

- 퍼스트 클래스: 일등

(일등병 - 프라이빗 퍼스트 클래스, 중사 - 서전트 퍼스트 클래스)
- 마스터: 해당 계급 중 가장 높은 사람

(상사 - 마스터 서전트)
- 메이저: 해당 계급자의 부하 중 가장 높은 사람

(소령 - 메이저 코로넬, 소장 - 메이저 제네럴)
- 루티넨: 해당 계급자의 직무를 대리하는 사람

(소위 - 2등 루티넨 캡틴, 중위 - 1등 루티넨 캡틴, 중령 - 루티넨 코로넬, 중장 - 루티넨 제네럴)
- 브리저: 해당 계급자와 같은 대우만 받는 사람

(준장 - 브리저 제네럴)
- 신분

- 프라이빗: 병
- 서전트: 부사관
- 캡틴: 위관급 장교(중대장 - 대위)
- 코로넬: 영관급 장교(여단장 - 대령)
- 제네럴: 장성급 장교(최고사령관 - 대장)

## 입대
외국인이 미군으로 입대하려면 매브니 과정을 지원하면 된다.
자국 국민이 미군으로 입대할 경우 고졸 이하의 학력이 입대하면 private으로 임용되며 대졸 학력을 보유한 채 입대하면 corporal로 임용된다.
미군에서 장교가 되는 과정은 다음과 같다.
- west point: 이 과정에 지원하기 위해서는 정치인 또는 장성급 장교에게 추천서를 받아와야 하는데 추천서를 얻기 위해 작성하는 에세이가 상당히 어렵기로 악명 높다.
- OCS: 학력 상관없이 지원자를 받아 소정의 훈련을 시키고 임관시킨다.
- GTG: 현역 사병이 3년 동안 복무한 이력을 근거로 장교를 지원하는 과정이다.
- ROTC: 미군의 ROTC는 대한민국의 ROTC와는 달리 소수만 현역으로 복무하며 나머지 인원은 소위 임관과 동시에 예비역으로 전역한다. 다만 현역과 예비역 사이를 자유롭게 왕래할 수 있는 미군 특성 상 현역 지원을 하면 군복무를 할 수 있다.

미군 병 생활관은 독방형 생활관이며 1개의 관사에는 2명이 거주하며 방 2칸, 화장실 1칸으로 구성되어 있다. 여러 명을 방 1칸에 몰아넣는 대한민국 국군의 생활관과는 비교를 불허한다.

## 미군이 방위를 전담하는 나라
- 미군은 일본(법에 의한 정규 군인이 없는 나라), 그레나다, 괌, 푸에르토리코, 북마리아나 제도, 미국령 버진아일랜드, 미국령 사모아, 웨이크섬, 노바사섬 등의 식민지 또는 군인이 없는 나라들을 방위할 의무도 부과된다.
- 또한 대한민국, 독일 등에  해당국가의 군대가 존재하기는 하지만 국가 안보가 위협받을 가능성이 있는 여러 나라에 파견되어 해당 국가의 방위를 도와주는 역할도 한다.

## 전 세계의 미군 주둔 현황
- 일부 국가는 2008년 당시 기준 병력 규모[4]
- 전체 해외 주둔 미국군: 205,118명 (135개국 820개 부대)
  - 동아시아, 태평양 주둔 미국군: 84,000명
  - 유럽 주둔 미국군: 80,718명
- 별도 신속 배치군(Transients)은 47,391명이다.
  - 2006년에 장차 주한미군의 일부가 신속 배치군으로 전환 가능하도록 합의하였다. 미국 예비군의 기동전략체제로의 전환 의미에 대해서는 외부 링크를 참고할 것.
- 아래 열거한 각 국가들의 대사관은 미국의 영토로 간주하며, 미 해병대가 경비하고 있다. 한국의 미국 대사관은 외부경비는 의무경찰 상설 경비 중대 대원들이 경비하고 있다.

### 북아메리카
- 북부사령부 미국 콜로라도(Colorado) 피터슨(Peterson) 공군기지

1. 미국[5]: 상비군 총 1,219,995명(2011년 5월 말 기준)[6], 예비군 1,082,718명, 민간인(군무원 등) 10,126명
2. 캐나다: 143명
3. 그린란드: 138명[7]

### 중·남아메리카
- 남부사령부 미국 플로리다(Florida) 마이애미(Miami)

1. 쿠바 (관타나모): 2,306명[8]
2. 푸에르토리코: 769명[9]
3. 온두라스: 412명
4. 콜롬비아: 125명
5. 에콰도르: 13명

### 아프리카,대서양동쪽,인도양서쪽,서남아시아
- 중부사령부 미국 플로리다 주 템파 소재

1. 지부티: 2,400명[10]
2. 케냐: 1,531명[11]
3. 바레인: 1,389명
4. 사우디아라비아: 274명
5. 카타르: 158명
6. 아랍에미리트: 87명
7. 이집트: 29명[12]
8. 세인트헬레나[13]: 10명
9. 쿠웨이트: 10명
10. 오만: 10명

### 유럽
1) 구 동독을 포함한 동구권 국가에는 미국군이 없으나, 폴란드와 루마니아 등 러시아(벨로루시, 우크라이나 포함)와 국경을 접한 나라에 미사일과 미사일 방어 시스템(MD) 배치를 추진하고 있다. 러시아는 벨로루시와 우크라이나 외에 카자흐스탄과 관세동맹을 추진, 과거 소련의 영향력을 증대시키고 있다.
2) 아이슬란드에는 군대가 없는 대신 해안 경비대가 있다. 영국과의 전쟁인 대구 전쟁에서 활약하였으며, 3차 모두 아이슬란드가 이겼다. 1951년부터 미군이 주둔하였으나 2006년 11월 철수하였다.
3) 러시아 외에도 구 유고슬라비아(1993년 코소보 전쟁 참조), 우크라이나, 이스라엘과 이집트를 견제하는 역할이 있다. (중동 전쟁 참조)
4) 지브롤터 해협과 대서양 경비하는 역할도 있다. 스페인, 포르투갈과 세인트헬레나(영국령 대서양 남부 섬)에 주둔하는 미국군은 대서양을 드나드는 각국 해군과 연락, 초계를 담당하는 임무도 하고 있다. 두 국가 모두 이지스함을 보유한 해군 국가이다.
- 유럽사령부 독일 하이델베르크(Heidelberg)
  - 유럽 주둔 미군: 80,718명
- 독일의 경우 (2011년 기준)
- 공군[14]
- Spangdahlem AB(공군기지) (52 전투비행단(FW))
  - F-16CJ/DJ (Block 50) Fighting Falcon (480 전투비행대대(FS))
  - A-10A/OA-10A Thunderbolt II (81 전투비행대대 (FS))
- Ramstein AB (86 비행단(AW))
  - 130J Hercules (37 AS)
  - C-20H (76 AS)
  - C-21A (76 AS)
  - C-40B (76 AS)
  - 435th Air Ground Operations Wing

- 육군[15] 독일주둔 미 육군 주요부대
  - 5군단(V Corps) : Wiesbaden, Germany
  - 2스트라이커 기병연대 (Cavalry Regiment) : Vilseck, Germany
  - 170보병여단 : Baumholder, Germany
  - 172보병여단 : Grafenwoehr, Germany
  - 12전투항공여단 : Ansbach, Germany
  - 7th Army Joint Multinational Training Command : Grafenwoehr, Germany
  - 미 육군 나토여단 : Heidelberg, Germany
  - 19th Battlefield Coordination Detachment : Kaiserslautern, Germany
  - 10 육군 방공(항공&미사일)방어사령부 : Kaiserslautern, Germany
  - 21 전구지원사령부 : Kaiserslautern, Germany

1. 독일: 53,766명[16]
2. 이탈리아: 10,801명[17]
3. 영국: 9,382명[18]
4. 튀르키예: 1,491명[19]
5. 벨기에: 1,367명[20]
6. 스페인: 1,479명[19]
7. 포르투갈: 864명
8. 네덜란드: 541명[21]
9. 그리스: 341명
10. 노르웨이: 80명[22]
11. 덴마크: 25명
12. 헝가리: 19명[23]
13. 체코: 10명[24]

### 동북아시아,동남아시아,북태평양,남태평양,인도양동쪽
※ 대만에 주둔했던 미국군은 1979년 지미 카터 행정부 당시 중화인민공화국의 덩샤오핑 행정부와 정식 수교하며 그에 따른 조건으로 철수하였다.
- 태평양사령부 미국 하와이 주 소재
  - 동아시아, 태평양 주둔 미국군: 84,000명

1. 미국 하와이주[25]: 35,810명[26]
2. 일본: 39,222명.[27] 주일미군 참고.
3. 대한민국: 공식적으로 28,500명. 주한미군 참고[28]
4. 미국 알래스카주[29]: 17,989명[30]
5. 괌[31]: 2,828명[32]
6. 오스트레일리아: 711명
7. 디에고 가르시아 섬[33]: 240명[34][35]
8. 태국: 84명
9. 마셜 제도: 26명
10. 인도네시아: 19명[36]
11. 필리핀: 현재 협의중 필리핀, 미군에 최대 5개 기지 제공

## 군사위성
- 정찰위성(디스커버러·사모스)
- 미사일탐지위성(미다스)
- 군사통신위성(크리에이터·콤사트)
- 항행위성(트랜싯)
- 측량위성(세코어)
- 핵폭발 탐지위성(벨라 호텔·센토리)
- 나브스타 위성 24기(GPS(전지구 위치측정 시스템))
- KH-11
- KH-12
- KH-13
- GEO2

## 같이 보기
- 미국 주방위군
- 한미연합사령부
- 주한 미군
- 주일 미군
- 통합전투사령부
  - 미국 태평양사령부
  - 미국 유럽사령부
  - 미국 아프리카 사령부
  - 미국 특수 작전 사령부
- 미국의 병역 제도
  - 셀렉티브 서비스 시스템
  - 의무 징병 등록제